# Hương Phong (xã)
Hương Phong là một xã miền núi biên giới thuộc huyện A Lưới, thành phố Huế, Việt Nam.
Xã Hương Phong có diện tích 81,39 km², dân số năm 1999 là 306 người và mật độ dân số đạt 4 người/km².

## Hành chính
Xã Hương Phong có 2 thôn: Hương Phú, Hương Thịnh.